# E・B・I・S
『E・B・I・S』（エビス）は、米米CLUBの2枚目のアルバム。1986年10月10日発売。発売元はCBS・ソニー。

## 解説
前作『シャリ・シャリズム』から1年ぶりとなるアルバム。本作発売前にリリースされたシングル「Shake Hip!」「加油 (GAYU)」は1曲も収録されず、全編新曲で構成された。本作で初の売上10万枚を突破。初めてオリコンTOP3にランクインするヒットを記録。

## 収録曲

### レコード / CT
| 全作詞・作曲・編曲: 米米CLUB。 |                                |          |            |      |
| #                              | タイトル                       | 作詞     | 作曲・編曲 | 時間 |
| 1.                             | 「ストップ・ショット」         | 米米CLUB | 米米CLUB   | 4:13 |
| 2.                             | 「ミッドナイト・レジスタンス」 | 米米CLUB | 米米CLUB   | 4:06 |
| 3.                             | 「OH!」                        | 米米CLUB | 米米CLUB   | 4:46 |
| 4.                             | 「I・KA・SU」                  | 米米CLUB | 米米CLUB   | 4:26 |
| 5.                             | 「大人物」                     | 米米CLUB | 米米CLUB   | 4:52 |
| 合計時間:                      | 合計時間:                      | 22:23    |            |      |

| 全作詞・作曲・編曲: 米米CLUB。 |                          |          |            |      |
| #                              | タイトル                 | 作詞     | 作曲・編曲 | 時間 |
| 1.                             | 「晴晴新人類」           | 米米CLUB | 米米CLUB   | 5:23 |
| 2.                             | 「トラブル・フィッシュ」 | 米米CLUB | 米米CLUB   | 4:33 |
| 3.                             | 「アジテーション」       | 米米CLUB | 米米CLUB   | 3:38 |
| 4.                             | 「グキ・グキ・ウーマン」 | 米米CLUB | 米米CLUB   | 4:48 |
| 5.                             | 「STAY」                 | 米米CLUB | 米米CLUB   | 4:03 |
| 合計時間:                      | 合計時間:                | 22:25    |            |      |

### CD
| 全作詞・作曲・編曲: 米米CLUB。 |                                |          |            |      |
| #                              | タイトル                       | 作詞     | 作曲・編曲 | 時間 |
| 1.                             | 「ストップ・ショット」         | 米米CLUB | 米米CLUB   | 4:13 |
| 2.                             | 「ミッドナイト・レジスタンス」 | 米米CLUB | 米米CLUB   | 4:06 |
| 3.                             | 「OH!」                        | 米米CLUB | 米米CLUB   | 4:46 |
| 4.                             | 「I・KA・SU」                  | 米米CLUB | 米米CLUB   | 4:26 |
| 5.                             | 「大人物」                     | 米米CLUB | 米米CLUB   | 4:52 |
| 6.                             | 「晴晴新人類」                 | 米米CLUB | 米米CLUB   | 5:23 |
| 7.                             | 「トラブル・フィッシュ」       | 米米CLUB | 米米CLUB   | 4:33 |
| 8.                             | 「アジテーション」             | 米米CLUB | 米米CLUB   | 3:38 |
| 9.                             | 「グキ・グキ・ウーマン」       | 米米CLUB | 米米CLUB   | 4:48 |
| 10.                            | 「STAY」                       | 米米CLUB | 米米CLUB   | 4:03 |
| 合計時間:                      | 合計時間:                      | 44:48    |            |      |

### 楽曲解説
1. ストップ・ショット
2. ミッドナイト・レジスタンス
  - 後にライブツアー「THE 8TH OF ACE」で、アレンジを変えたバージョンが演奏された。
3. OH!
  - ミュージック・ビデオが制作されている楽曲。
4. I・KA・SU
  - 曲中でノイズが入っているが、これはサウンドの一部で意図的な演出である。ブックレット巻末にその旨の表記がされている。
5. 大人物
6. 晴晴新人類
7. トラブル・フィッシュ
8. アジテーション
9. グキ・グキ・ウーマン
10. STAY